# Martina Mettner
Martina Mettner (* 1956 in Wuppertal) ist eine deutsche Fotografie-Beraterin und Schriftstellerin.

## Leben
Martina Mettner wuchs im Rheinland auf. Nach dem Abitur studierte sie Soziologie; 1988 promovierte sie an der Universität Frankfurt am Main mit einer Arbeit zur Fotografie als Medium künstlerischen Ausdrucks zum Doktor der Philosophie. Anschließend war sie Chefredakteurin von im Umschau-Verlag erscheinenden Fotozeitschriften Photoblätter und Leica Fotografie International. 1991 entwickelte sie das Magazin Schwarzweiss. Ab 1993 arbeitete sie im Bereich der Unternehmenskommunikation. Daneben organisierte sie Ausstellungen und war als Dozentin tätig. In den 1990er Jahren veröffentlichte sie drei Romane. Seit 2008 publiziert sie das Online-Magazin Fotofeinkost. Mettner ist heute freiberuflich als Consultant tätig. Sie lebt in Aarbergen.

## Auszeichnungen
- 1984: Erich-Stenger-Preis der Deutschen Gesellschaft für Photographie[1]

## Werke
- Die Autonomisierung der Fotografie, Marburg 1987
- Karriere in Aspik, Frankfurt am Main 1996
- Das Blaue vom Himmel, Frankfurt am Main 1997
- Fiasko für Fortgeschrittene, Berlin 1999
- Wie man ein großartiger Fotograf wird, Aarbergen 2010 (ISBN 978-3-00-029650-5)
- Erfolg als Fotograf, Aarbergen 2010 (ISBN 978-3-9813869-0-5)
- Fotografie mit Leidenschaft, Aarbergen 2012 (ISBN 978-3-9813869-1-2)
- Fotopraxis mit Perspektive, Aarbergen 2014 (ISBN 978-3-9813869-2-9)

## Herausgeberschaft
- Blumen, Frankfurt am Main 1988
- Körper, Frankfurt am Main 1988
- Mutterblicke / In Their Mothers' Eyes, Zürich/New York 2001